# グロースベーレンの戦い
グロースベーレンの戦い（ドイツ語: Schlacht bei Großbeeren）は1813年8月23日、ブランデンブルク州グロースベーレン（現在のテルトウ＝フレーミング郡）で生起した戦いである.。これは解放戦争の一戦であった。フランス軍の敗北はナポレオン軍のベルリンへの新たな進撃を妨げ、ブランデンブルク辺境伯領におけるフランスの支配に終止符を打った。

## 前史
プレースヴィッツ停戦協定の締結後、ナポレオン・ボナパルトは著しく弱体化した軍を同盟国のザクセンに集結させた。そこで彼は、次の目標を計画した。それは彼がプロイセンの抵抗の牙城と見なしていたベルリンの再占領である。同時にニコラ・ウディノ元帥指揮下の「ベルリン軍」（Armée de Berlin）が、ダヴー元帥に率いられてハンブルクに籠城していた北ドイツの友軍と連絡を取ることになった。
ナポレオンの軍はルッカウでプロイセンの国境を越えた。そして1813年8月21日には、ベルリンの南方22キロメートルの位置に達する。同地には敵軍（フリードリヒ・ヴィルヘルム・フォン・ビューロウ中将とボギスラフ・フォン・タウエンツィーン伯爵大将率いるプロイセン第4軍団、ミハイル・セミョーノヴィチ・ヴォロンツォフ中将、フェルディナント・フォン・ヴィンツィゲローデ中将とアレクサンドル・チェルヌイショフ少将率いるロシア軍3個軍団ならびにスウェーデン軍22,000名）が総勢およそ100,000名の兵力をもってすでに配置に就いていた。ナポレオンの計画に拠ればこれらはウディノ元帥が南から、そしてダヴー元帥が北から同時に攻撃することになっていたものの、まだ停戦は有効であった。
続く数日の間に、フランス軍はベルリンへ向けてさらに北へと進軍した。その結果、トレビーンは占領され、ブランケンフェルデとユーンスドルフでは小競り合いが発生する。結局、プロイセンのビューロウ中将はフランス軍がヌーテ川の低湿地を北へと進み続ける間にグロースベーレンに布陣することを決意した。
連合軍はプロイセン軍が左翼、ロシア軍が右翼そしてスウェーデン軍が中央で配置に就いた。ブランケンフェルデでは戦闘が発生したが、フランス第7軍がいまだに到着しないことを受け、アンリ・ガティアン・ベルトラン師団将軍は14時頃に戦いを打ち切っている。

## 戦いの推移
16時頃、滝のような雨の中、フランス軍がグロースベーレン付近に現れた。これはジャン・レニエ師団将軍率いる第7軍団に属していた。同軍はプロイセン軍にグロースベーレンが占領されているのを目の当たりにして砲撃を開始し、およそ1時間でプロイセン軍を村から追い払う。プロイセン軍は北に約4キロメートル離れたハイナースドルフに陣を敷いた一方、フランス軍はグロースベーレンに露営した。
ビューロウ中将はフランスの全軍と対峙しているとは考えなかったため、北軍上級指揮官であるスウェーデン王太子ヨハンの意に反して攻撃を決意する。大砲64門の砲列が火を噴いたところ、フランス軍はザクセン軍のより強力な大砲44門をもって応射した。同時にプロイセン軍は、グロースベーレンの東方に位置するクラインベーレンからも攻撃した。
レニエ師団将軍は遂に、プロイセン軍の熱意を認識した。彼は指揮下の左翼を第2集団のザクセン軍6個大隊で補強する。対するプロイセン軍は午後6時頃、合計35,000名による銃剣突撃を発令した。砲列の背後で編成された諸大隊は梯団単位で荒廃した村へと前進し、そこでフランス軍に退却を強いる。ザクセン軍の第2師団も劣勢となり後退した。
同じ頃、昼の間にレニエの軍団の遥か後方に残されていたウディノ元帥の部隊が、近郊のアーレンスドルフに到着した。彼は即座に騎兵2,000名を支援のためグロースベーレンへ送り、夜襲を開始させたが、彼らはプロイセン軍に撃退された。
その夜にも、レニエ師団将軍とウディノ元帥はヴィッテンベルクへの退却を決定する。ナポレオンの軍によるベルリンへの攻撃は頓挫し、プロイセンの首都は敵軍による征服を免れた。マクデブルクから進撃して来たジラール師団は1813年8月13日、ハーゲルベルク近郊で壊滅的な損害を被った。

## 記念

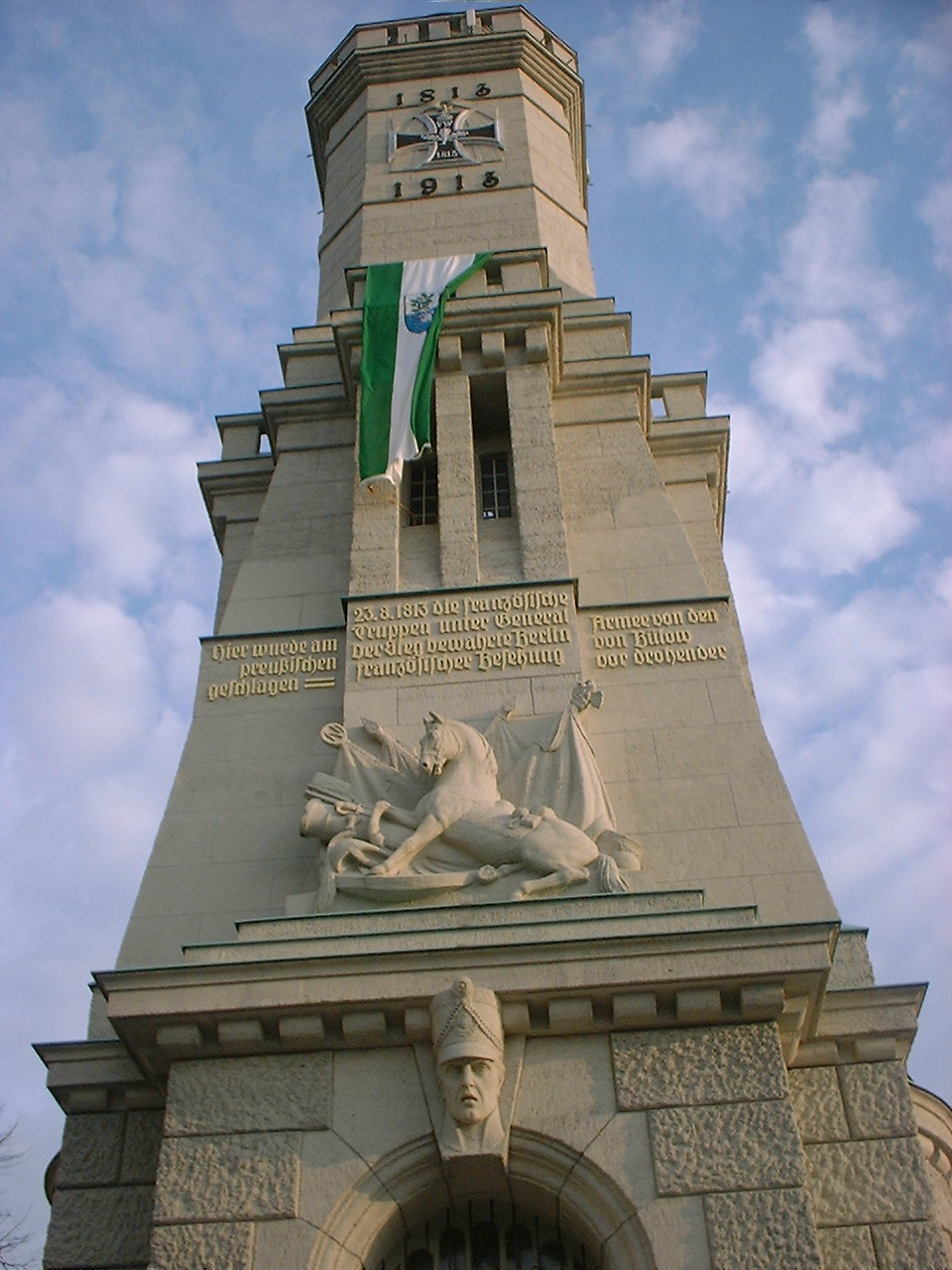
グロースベーレンの記念塔

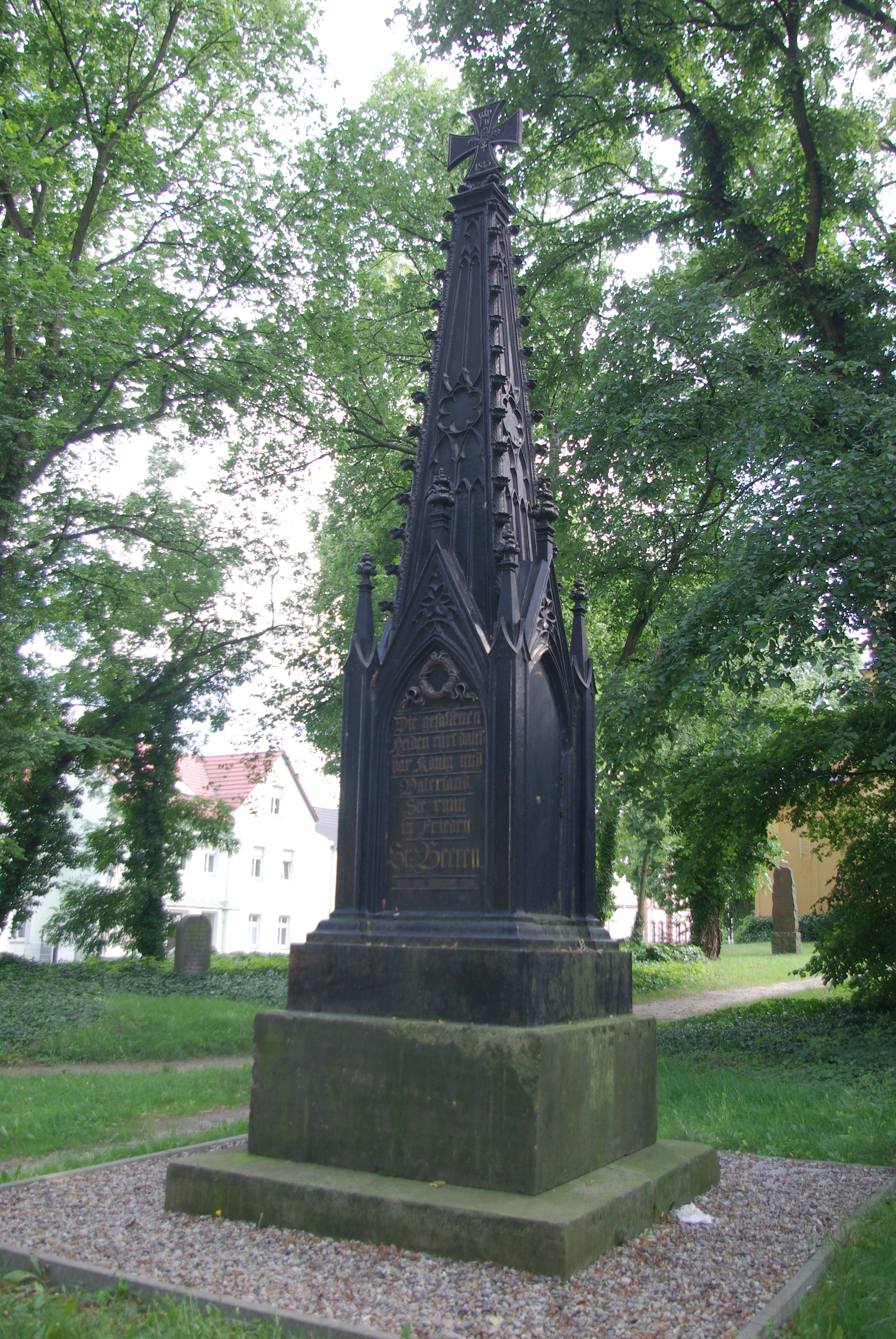
1813年のグロースベーレンの戦いにおける戦死者を称えた記念碑。

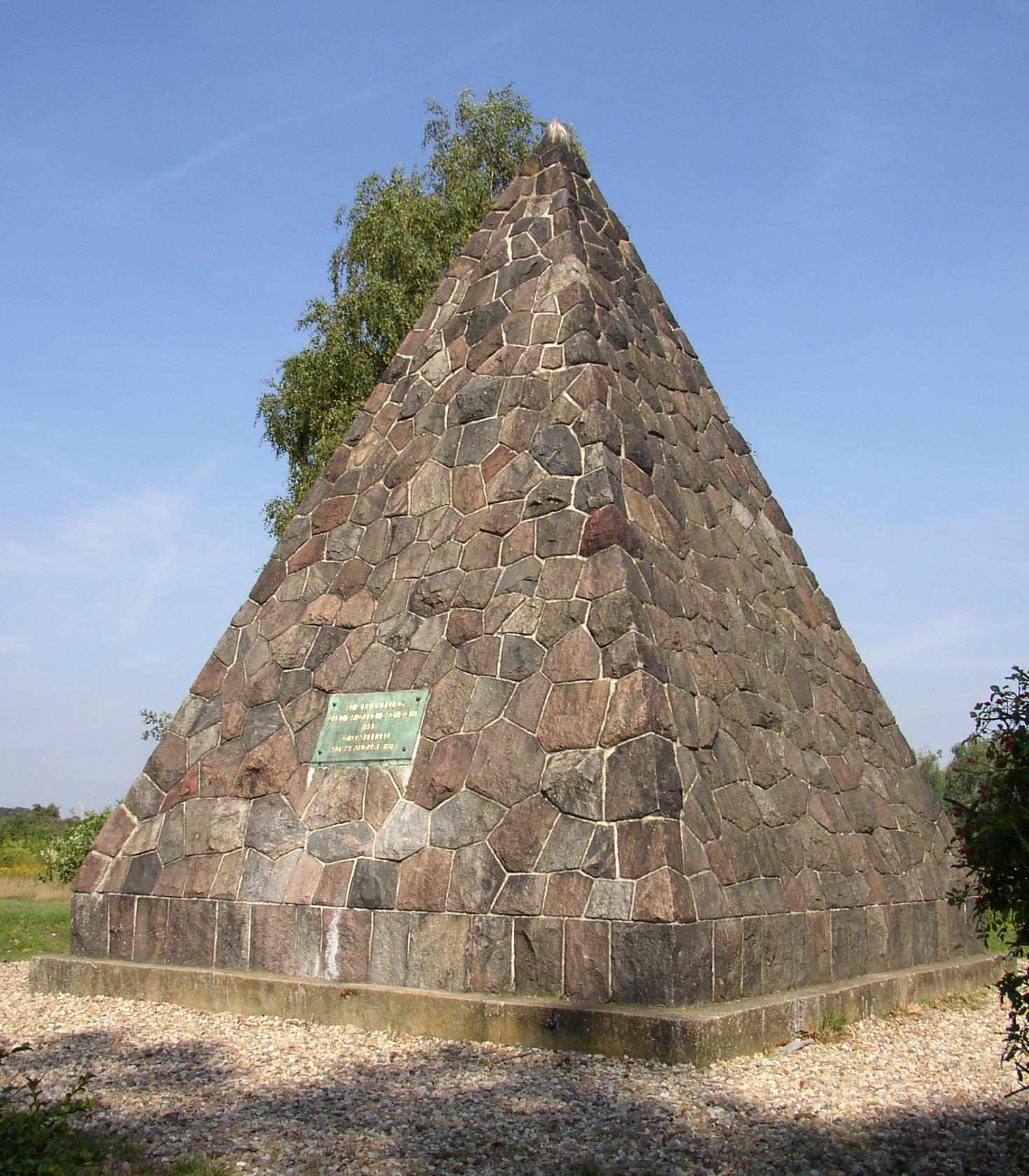
グロースベーレンの記念ピラミッド

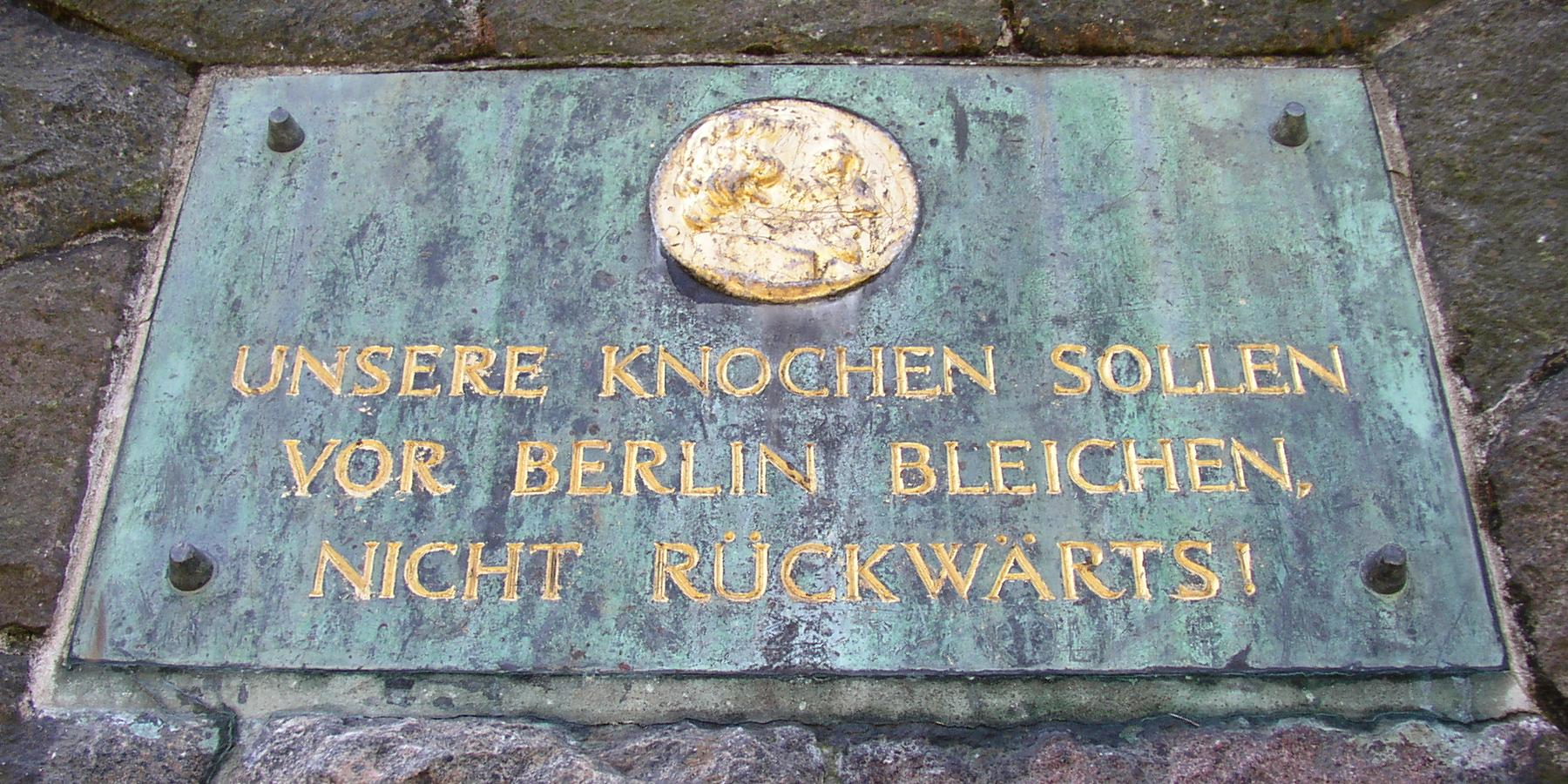
ピラミッドの銘板。ビューロウ中将の言葉が刻まれている。

この戦いを記念してポツダムとブレーメンそしてベルリンの二つの通りが「グロースベーレン通り」（Großbeerenstraße）の名を冠している。
グロースベーレンにかつて存在した福音派の教会の墓地に1817年、この戦いを記念してカール・フリードリヒ・シンケルが設計した鋳鉄製のオベリスクが石の土台の上に建てられた。その豊かな小尖塔の装飾は、クロイツベルクの国立解放戦争記念碑を想起させるものである。
グロースベーレンでは1913年8月23日に除幕された塔がこの戦いを記念している。その碑文は次の通りである。
戦場の後方では珪長岩で造られた、高さ10メートルのピラミッドへ据えられた銘板にビューロウ中将の言葉、「我らの骨はベルリンの前に晒されるべし。退くなかれ！」（Unsere Knochen sollen vor Berlin bleichen. Nicht rückwärts!)が刻まれている。こうして彼は、当時は単に「市境」（Stadtlinie）や「境界線」（Linie)と呼ばれていたベルリン税関壁への撤退を命じるスウェーデン王太子ヨハンに抗い、フランス軍とその同盟軍を攻撃するよう命じたのであった。
年に一度、グロースベーレンで戦勝記念祭が実施されている。この市民祭の一環として、多くの町や歴史協会から集まった市民が、再現された当時の軍服や武器をもって戦いを再演する。
ヴェストファーレン第3「シュパー男爵」歩兵連隊はグロースベーレンの戦いの間に「ハッケトイアー」（Hacketäuer）の別称を得た。なぜならヴェストファーレン兵は雨の後、銃が射撃不能になってから「ハッケ・タウ」（「打ちかかれ」）の掛け声とともに前進させられたためである。ノルトライン＝ヴェストファーレン州では多くの通りや住宅地が、この歩兵連隊を記念して「ハッケトイアー」の名を冠している。

## 文献
- Theodor Fontane: Wanderungen durch die Mark Brandenburg（英語版）, Bd. 4: „Spreeland“. Darin der Hauptteil Links der Spree mit den Kapiteln Großbeeren und Die Schlacht bei Großbeeren. In: Sämtliche Werke, Bd. 12. Nymphenburger, München 1959–1975, p. 263–271 (Erstausgabe 1882).
- Frank Bauer: Großbeeren 1813. Die Verteidigung der preußischen Hauptstadt. Vowinckel, Berg am See 1996.
- Frank Bauer: Großbeeren 23. August 1813. In: Kleine Reihe Geschichte der Befreiungskriege 1813–1815, Heft 1, Potsdam 2003.
- Max Wald: Die Schlacht bei Großbeeren. Kalkberge (Mark) 1911
- Max Wald: Flämingheft（ドイツ語版） 5 in 6 Auflagen:
  - 1. bis 3. Auflage: Aus der Franzosenzeit im Kreise Jüterbog-Luckenwalde. Dahme/Mark, 1926, 1928 und 1937
  - 4. bis 6. Auflage: Aus der Franzosenzeit – Großbeeren und Dennewitz. Dahme/Mark, 1940, 1942 und 1943